# جهاز سوكسلت

رسم تخطيطي يوضح جهاز سوكسلت
1: قضيب تحريك 2: وعاء ثابت (يجب أن لا يملأ الوعاء الثابت بشكل مبالغ فيه، ويجب أن يكون حجم المذيب فيه حوالي 3 أو 4 أضعاف حجم حجرة جهاز سوكسلت) 3: مسار التقطير 4: أنبوبة 5: المادة الصلبة 6: أعلى السيفون 7: مخرج السيفون 8: وصلة توسيع 9: مكثف 10: دخول مياه التبريد 11: خروج مياه التبريد

جهاز سوكسلت (بالإنجليزية: Soxhlet extractor)‏ هو جهاز معملي اخترعه فرانز فون سوكسلت عام 1879. صمم الجهاز أصلا لإستخلاص الليبيدات من المواد الصلبة، ولكن سوكسلت ليس محدودا بإستخلاص الليبيدات. عادة ما يكون سوكسلت مطلوبا فقط عندما يكون المركب المرغوب محدود الذوبان في المذيب والشوائب غير ذائبة في هذا المذيب. إذا كان المركب المطلوب له ذوبانية عالية في المذيب إذن يمكن استعمال الترشيح البسيط لفصل المركب من المواد غير الذائبة.

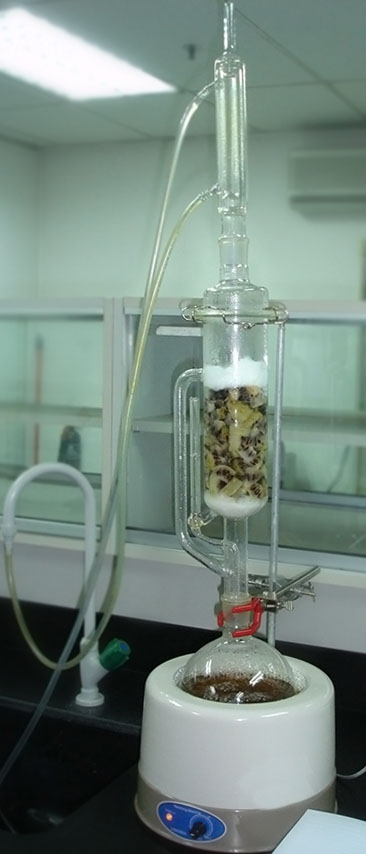
استخلاص الثمار. العينة موضوعة في الأنبوبة.

توضع المادة الصلبة المحتوية على المركب المرغوب داخل أنبوبة مصنوعة من ورق ترشيح سميك والذي يوضع في الغرفة الرئيسية لجهاز سوكسلت. يركب جهاز سوكسلت في دورق يحتوي على مذيب الإستخلاص. ثم يركب المكثف.
يسخن المذيب لإعادة الإذابة. يسافر بخار المذيب في ذراع تقطير، ثم يفيض إلى الغرفة المحتوية على المادة الصلبة المراد الإستخلاص منها. يضمن المكثف تبريد أي بخار للمذيب حيث يقطر على الغرفة المحتوية المادة الصلبة.
تمتلئ الغرفة المحتوية على المادة الصلبة ببطء بالمذيب الدافئ. وذلك سوف يجعل بعض المادة المرغوبة تذوب في المذيب الدافئ. عندما تكاد أن تمتلئ غرفة سوكسلت، فأن الغرفة تفرغ تلقائيا بواسطة ذراع سيفون جانبية والمذيب يرجع مرة أخرى لدورق التقطير. ربما تترك هذه الدورة لتتكرر عدة مرات، تترك ساعات أو أيام.
خلال كل دورة فأن جزء من المركب غير الطيار يذوب في المذيب. بعد عدة دورات فأن المركب يكون تركز في دورق التقطير. ميزة هذا النظام أنه بدلا من إمرار عدة أجزاء من المذيب الدافئ خلال العينة فأنه يتم استعمال كمية ثابتة من المذيب يعاد تدويرها.
يزال المذيب بعد الإستخلاص، عادة يكون باستعمال المبخر الدوراني حيث يعطي المركب المستخلص. يتبقى الجزء غير الذائب من المادة الصلبة في الأنبوبة وعادة ما يتخلص منه.

## تاريخ
يقول ويليام جنسن  أن أول مثال لمستخلص مستمر هو الدليل الأثري لمستخلص مواد عضوية بالماء الساخن من بلاد الرافدين يرجع لحوالي 3500 سنة قبل الميلاد. تفوق الكيميائي الفرنسي أنسيلم باين في الإستخلاص المستمر في ثلاثينيات القرن الثامن عشر وذلك قبل سوكسلت.

## وصلات خارجية
- شرح مستخلص سوكسلت.
- Soxhlet apparatus used as a replenishing source of solvent in chromatography.